# Bomba de calcio de la membrana plasmática

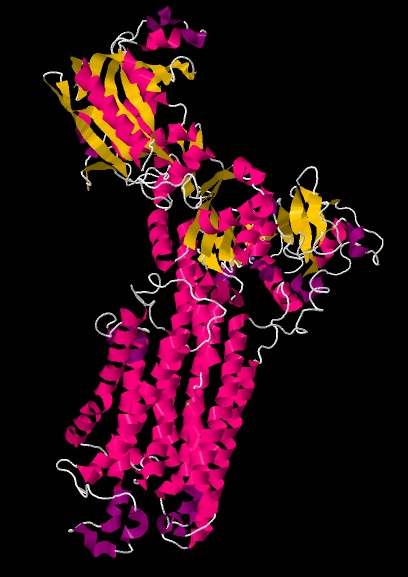
Imagen 3D de la bomba de calcio de retículo sarcoplásmico (SERCA). Esta proteína es usada como modelo para estudiar a la PMCA por su homología de secuencia.

La bomba de calcio de membrana plasmática (PMCA por sus siglas en inglés) o ATPasa de calcio/Ca2+ es una proteína que tiene la capacidad de transportar calcio en contra de su gradiente electroquímico desde el citoplasma hacia el espacio extracelular. Pertenece a la familia de las ATPasas de tipo P que tienen en común la capacidad de transportar cationes de un lado al otro de la membrana, acoplando la hidrólisis de una molécula de ATP y generando un intermediario fosforilado estable en medio ácido en su ciclo de reacción. Otras proteínas de esta familia son la bomba de calcio del retículo sarcoplásmico (SERCA) y la bomba de sodio-potasio.
La PMCA está presente en todos los organismos eucariontes. En el ser humano está codificada por 4 genes que a su vez generan varias isoformas por splicing alternativo. Aunque la proteína se expresa en todas las células, cada tejido posee un fenotipo distinto por la expresión diferencial de estas variantes. Algunas formas de la PMCA son esenciales para la vida, otras son necesarias para el sentido de la audición y el equilibriocepción.

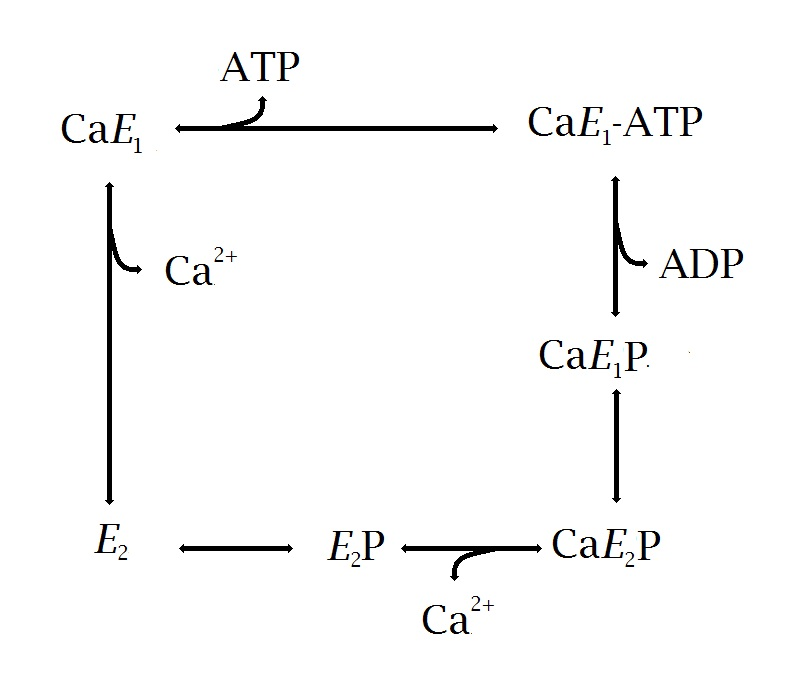
Modelo del ciclo de reacción de la PMCA

## Cinética
Por cada átomo de calcio transportado, la PMCA hidroliza 1 molécula de ATP. El mecanismo propuesto para explicar su actividad se basa en la existencia de 2 conformaciones principales E1 y E2. La conformación E1 presenta alta afinidad por calcio que se une al sitio expuesto sólo al citoplasma. Al unir calcio la bomba puede unirse al ATP y autofosforilarse generando un intermediario E1-P y ADP. Este intermediario es inestable y la proteína sufre un cambio conformacional pasando un intermediario E2-P. En los intermediarios E2 el sitio de unión a calcio está expuesto al lado extracelular bloqueando la comunicación con el citoplasma, en esta conformación la afinidad por el calcio es menor y por lo tanto los iones se liberan. Luego la proteína en E2-P se defosforila quedando en su forma E2. Este último intermediario está en equilibrio con la forma E1, si hay calcio y ATP presentes en el medio el ciclo vuelve a empezar. En algunos momentos del ciclo los átomos de calcio quedan ocluidos (es decir unidos a la proteína sin posibilidad de salir ni al citoplasma ni al lado extracelular). El ATP también poseería una función regulatoria, aumenta la velocidad de defosforilación de la bomba uniéndose al intermediario E2-P.

## Estructura
La PMCA está compuesta por una única cadena peptídica con 10 hélices transmembrana. Hasta el momento no se han podido obtener estructuras cristalográficas de la proteína. Se reconocen por homología con la SERCA 3 dominios principales, N (al cual se une el nucleótido de ATP), A (por accionador) y P (donde la bomba se autofosforila). Además la PMCA posee en su extremo C-terminal un sitio de unión a Calmodulina.

## Regulación
La unión de Calmodulina, así como la presencia de fosfolípidos de carácter ácido en la membrana (como fosfatidilserina) aumentan la actividad de la bomba. Asimismo se ha determinado que la PMCA interacciona con otras proteínas regulatorias y la actina del citoesqueleto.

## Expresión en distintos tejidos
Las 4 formas de la PMCA están codificados por los genes ATP2B1-4 que presentan 2 sitios de splicing alternativo denominados A y C (por encontrarse dentro del dominio activador o en el segmento C-terminal respectivamente). A partir de estos se generan varias isoformas de cada gen. Los genes de PMCA1 y 4 se expresan en todos los tejidos. PMCA2 se expresa principalmente en tejido nervioso y glándula mamaria. PMCA3 también se expresa en tejido nervioso además de en músculo esquelético.
Se sabe que PMCA1 activa es esencial para la embriogénesis a partir información obtenida por los estudios en ratones knock out. En cambio los ratones knock out para PMCA2 son sordos y muestran severos trastornos del equilibrio. Se conocen también variantes de la PMCA2 llamadas “deafwaddler” y “wriggle”que también producen defectos en la audición y en el sistema vestibular. Los ratones knock out para PMCA4 no presentan diferencias con respecto al fenotipo salvaje a excepción de una menor motilidad espermática. Se ha descubierto recientemente que PMCA4 intervendría en la angiogénesis como un mecanismo regulador debido a su capacidad de controlar la vía de Calcineurina excretando calcio.

## Importancia en la salud humana
Sólo se conocen 2 mutaciones en humanos relacionadas con el desarrollo de patología para esta proteína. En ambos casos la mutación afecta al gen ATP2B2 y se requiere la presencia conjunta de mutaciones en el gen de cadherina 23. En esos casos se desarrollan defectos en la audición,. En el caso de las células de los acinos mamarios PMCA2 reduce su expresión en el destete, lo que lleva a un aumento del calcio citoplasmático e inducción de la apoptosis en el tejido normal. En ciertos tipos de cánceres de mama la expresión de PMCA2 se mantiene en altos niveles y sería un mecanismo que están células poseen para evadir la apoptosis.
Se ha detectado en experimentos con ratones que la expresión de PMCA disminuye en células β del islote de Langerhans cuando hay insulinoresistencia, como mecanismo compensatorio, aumentando los niveles de calcio intracelular y disminuyendo el umbral para la secreción de insulina.